# Jacopo Caponi
Jacopo Caponi (Venezia, 21 febbraio 1831 – San Remo, 10 febbraio 1909) è stato un giornalista e scrittore italiano.
Era noto anche come Folchetto, lo pseudonimo col quale si firmava nelle sue corrispondenze parigine, pubblicate sul giornale Il Fanfulla.

## IRicordi
Nei Ricordi, pubblicati a Torino, l'autore parla delle sue corrispondenze di giornalista. La sua prima occupazione fu quella del commercio, poi iniziò a scrivere, perché era attratto dagli avvenimenti politici, letterari, teatrali e voleva raccontare tutto alla gente, consapevole del ruolo dell'informazione in una società moderna.

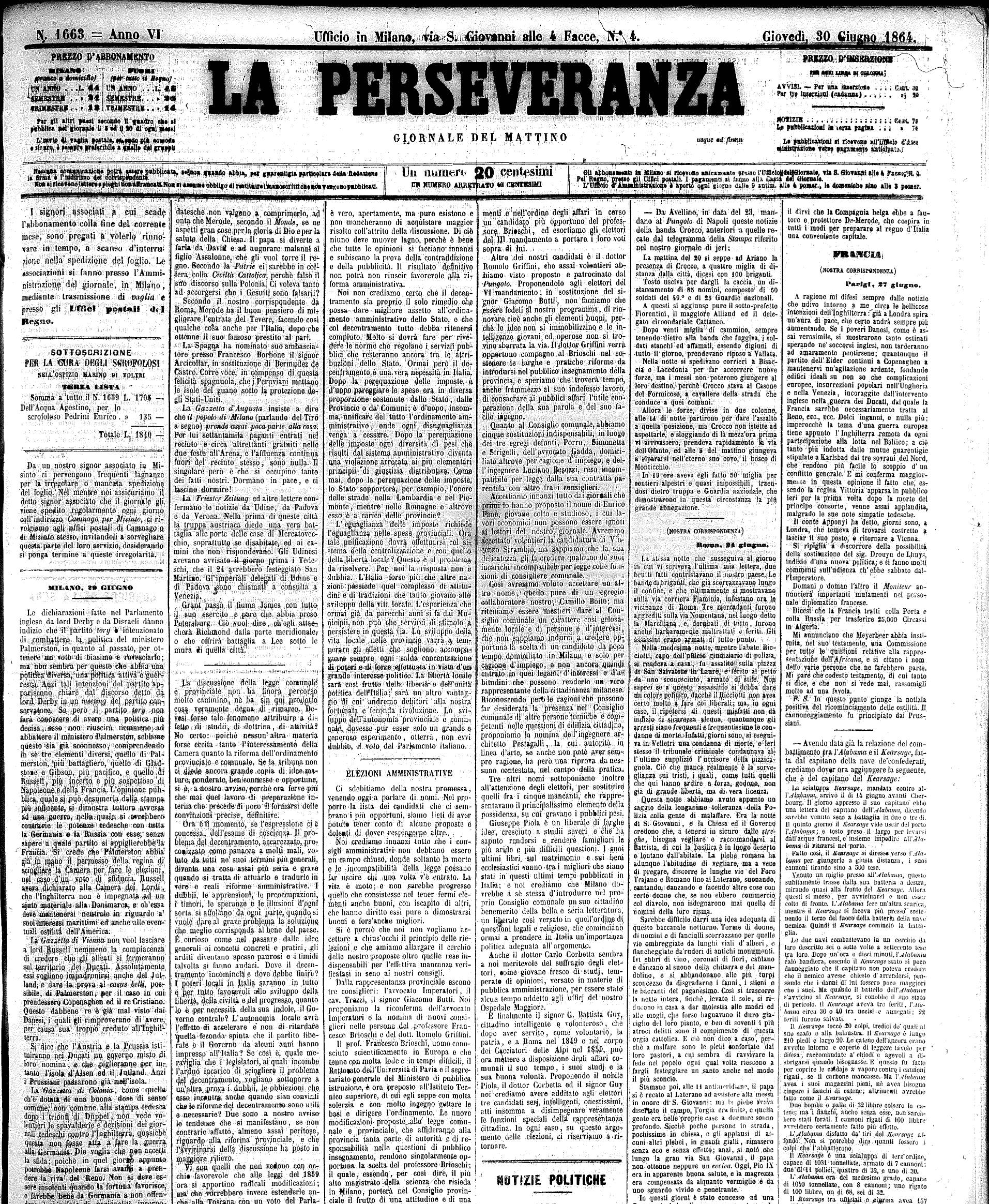
Una pagina de La Perseveranza del 30 giugno 1864

 Negli anni delle cospirazioni venete, fino alla liberazione di Venezia nel 1866, egli mandò alla Perseveranza, giornale di Milano, corrispondenze segrete (con gli pseudonimi di Iacopo e Gli occhiali), con informazioni sugli arresti dei patrioti, sulle manifestazioni dei veneti contro l'Austria, sul movimento liberale. Inviava le corrispondenze ai banchieri Belinzaghi e Broth, che le trasmettevano segretamente al giornale. La polizia lo scovò e l'arrestò ma non avendo prove d'alto tradimento dovette scarcerarlo. Dopo la liberazione di Venezia, nel 1867 Caponi passò a Parigi, come corrispondente fisso della Perseveranza.

## Folchetto
Quando uscì il giornale Fanfulla, prima a Firenze e poi a Roma, il Caponi pensò di collaborarvi. La sua prima corrispondenza non aveva firma e nella redazione lo battezzarono col nome di un paggio del Medioevo, "Folchetto", citato nel Marco Visconti di Tommaso Grossi: «giovin paggio di Raimondo di Tolosa». Con questo pseudonimo firmò una Guida di Parigi, edita dai Fratelli Treves. Nel 1881, a Milano, pubblicò il romanzo funambolesco intitolato: Là, là, là, che parve un'imitazione di Les frères Zemganno, storia di due acrobati, dei fratelli De Goncourt, uscito due anni prima.

## "Società della Polenta"
A Parigi Caponi fondò la "Società della Polenta", ritrovo di artisti italiani che lo proclamarono presidente. In seguito questa società ebbe dirigenti autorevoli e passò anche in mani aristocratiche.

## Legion d'Onore
Caponi ricevette, a Parigi, per i suoi meriti giornalistici, il nastrino rosso della Legion d'Onore, ma continuò a sostenere sempre gli interessi italiani. Per molti anni, col suo vero nome, mandò corrispondenze anche alla Tribuna. Fu anche corrispondente parigino dell'Illustrazione Italiana e successe al Parodi, autore di Rome vaincue, recitata da Sarah Bernhardt. Caponi morì quando il suo vecchio amico, l'editore Emilio Treves, stava per pubblicare le sue Novelle gaje, che rappresentano fatti reali della vita mondana, vicende di avventurieri e di astutissimi truffatori.